# 糸杉柾宏
糸杉 柾宏（いとすぎ まさひろ、1975年12月25日 - ）は、日本の漫画家。長野県出身。松商学園高等学校、武蔵野美術大学映像学科卒業。

## 概要
近親相姦、女装などの絡みを得意としており成人向け漫画を多く手掛けている。単行本の作者コメントやあとがきにて、自画像を少女キャラに置き換えて裸や脱衣を行うネタが多い。
SF作家の伊藤計劃、漫画家の篠房六郎は武蔵野美術大学時代の先輩・後輩にあたる。『あきそら』6巻あとがきでは故人となった伊藤を友人として取り上げている。
家族には両親と、1人の兄がいる。兄を「にいにい」と呼び慕っており、母を「お母さん」、父は「あの…」「えっとさ…」などと定まらない呼称でそれぞれ呼んでいる。また、「ニコラス」という名の猫を飼っている。

## 作品リスト

### 成人向け
- 『そ〜ゆうプレイ』 2004年10月、オークス〈夢雅COMICS〉、全1巻、ISBN 4-86105-171-1
  - エスパーまゆ 1-3
  - ナマ放送Project
  - パコパコの一年生
  - その先の未来
  - 最後の童貞（成人漫画アンソロジー『童貞狩り』〈コミック夢雅〉に投稿、収録）
  - 気持ちいい理由
  - アイスコーヒー
- 『お姉ちゃんのお願い』 2006年6月24日発行[7]、茜新社〈TENMA COMICS〉、全1巻、ISBN 4-87182-853-0

### 一般向け
- 『MONOクロ』秋田書店〈チャンピオンREDコミックス〉、2007年5月18日発売[8]、ISBN 978-4-253-23158-9
- 『キミキス 〜スウィートリップス〜』秋田書店〈チャンピオンREDコミックス〉全2巻（『チャンピオンRED いちご』2006年 - 2008年）
- 『あきそら』秋田書店〈チャンピオンREDコミックス〉全6巻（『チャンピオンRED いちご』2008年 - 2011年）
- フラジャイル、未完、単行本未発売
- 『うわこい』少年画報社〈YKコミックス〉全6巻（『月刊ヤングキング』→『ヤングキング』2011年 - 2014年）
- 『ひめくり』少年画報社〈YCコミックス〉全1巻（『月刊ヤングコミック』2011年10月号 - 2012年8月号）
- 『ALL I NEED』白泉社〈ジェッツコミックス〉全1巻[注 1]（『ヤングアニマル嵐』2013年 - 2014年）
- 『クロスエッチ』秋田書店〈チャンピオンREDコミックス〉全3巻
  1. 2015年1月20日発売[9]、ISBN 978-4-253-23701-7
  2. 2015年9月18日発売[10]、ISBN 978-4-253-23702-4
  3. 2015年9月18日発売[11]、ISBN 978-4-253-23703-1
- 『いいなり』秋田書店〈少年チャンピオン・コミックス〉全8巻（『月刊少年チャンピオン』2016年6月号[12] - 2019年2月号[13]）
  1. 2016年10月7日発売[14]、ISBN 978-4-253-22566-3
  2. 2017年1月6日発売[15]、ISBN 978-4-253-22567-0
  3. 2017年5月8日発売[16]、ISBN 978-4-253-22568-7
  4. 2017年9月7日発売[17]、ISBN 978-4-253-22569-4
  5. 2018年1月5日発売[18]、ISBN 978-4-253-22573-1
  6. 2018年5月8日発売[19]、ISBN 978-4-253-22574-8
  7. 2018年9月7日発売[20]、ISBN 978-4-253-22575-5
  8. 2019年4月8日発売[21]、ISBN 978-4-253-22609-7
- ストレイ・ボーイ（『月刊少年チャンピオン』2019年6月号[22]）
- 『逆異世界転生してキモヲタになってしまった大魔術師デルレイ・カーチスの不条理な日常』秋田書店〈少年チャンピオン・コミックス〉全3巻（『月刊少年チャンピオン』2021年5月号[23] - 2022年10月号）
  1. 2021年11月8日発売[24][25]、ISBN 978-4-253-29104-0
  2. 2022年3月8日発売[26]、ISBN 978-4-253-29105-7
  3. 2022年12月8日発売[27]、ISBN 978-4-253-29106-4
- 『寝取り魔法使いの冒険』秋田書店〈チャンピオンREDコミックス〉既刊5巻（『マンガクロス』2023年5月15日 - 連載中）
  1. 2023年11月27日発売[28][29]、ISBN 978-4-253-32094-8
  2. 2024年6月19日発売[30]、ISBN 978-4-253-32095-5
  3. 2024年10月18日発売[31]、ISBN 978-4-253-32096-2
  4. 2025年2月19日発売[32]、ISBN 978-4-253-32097-9
  5. 2025年6月19日発売[33]、ISBN 978-4-253-32098-6